# Сценедесмус
Сценедесмус (лат. Scenedesmus) — род зелёных водорослей из порядка сфероплеевых (Sphaeropleales).

## Описание
Таллом одноклеточный или ценобиальный, состоящий из 2—32 (чаще 4 или 8) линейно расположенных клеток размерами 3—78 × 2—10 мкм. Клетки почти сферические, эллипсоидальные, вытянутые или веретеновидные, могут быть окружены слизистым матриксом. В каждой клетке имеется по одному ядру и одному пристеночному хлоропласту с единственным пиреноидом. Концевые клетки часто орнаментированы короткими шипами или пучками хитиновых волосков. Размножается бесполым (автоспорами) или половым путём (изогамия).

## Распространение и экология
Распространён по всему миру, преимущественно в эвтрофных пресных, реже солоноватых водоёмах. Могут терпеть слабокислую среду. Температурный оптимум у большинства видов составляет 28—30 °C, но у некоторых превышает 36 °C.

## Использование человеком
Scenedesmus obliquus и иногда Scenedesmus obtusus выращиваются в культуре для использования в пищу в связи с высоким содержанием белков и минеральных веществ, а также в биохимической промышленности.

## Классификация
По данным AlgaeBase, включает 152 вида.